# Solenysa wulingensis
Espèce
Solenysa wulingensis est une espèce d'araignées aranéomorphes de la famille des Linyphiidae.

## Distribution
Cette espèce est endémique du Hunan en Chine,. Elle se rencontre dans la préfecture de Zhangjiajie.

## Description
Le mâle décrit par Tu et Li en 2006 mesure 1,40 mm et la femelle 1,50 mm

## Étymologie
Son nom d'espèce, composé de wuling et du suffixe latin -ensis, « qui vit dans, qui habite », lui a été donné en référence au lieu de sa découverte, le district de Wuling.

## Publication originale
- Li & Song, 1992 : On two new species of soil linyphiid spiders from China (Araneae: Linyphiidae: Erigoninae). Acta arachnologica sinica, vol. 1, no 1, p. 6-9.